# 小田恵大
小田 恵大（おだ けいた）は日本の子役である。劇団ひまわり所属。

## 出演

### 映画
- 俺はまだ本気出してないだけ（2013年）

### アニメ
- うさぎドロップ（2011年） - ゆう
- 虹色ほたる 〜永遠の夏休み〜（2012年） - 小1のユウタ
- おおかみこどもの雨と雪（2012年） - 子供B
- 絶園のテンペスト 〜THE CIVILIZATION BLASTER〜（2012年）
- ノーマン・ザ・スノーマン〜北の国のオーロラ（2013年） - 少年
- ノーマン・ザ・スノーマン〜流れ星のふる夜に〜（2016年） - 少年

### ドラマ
- 怪足少女（2012年）

### 吹き替え

#### 映画
- ブローン・アパート（2011年） - 息子（シドニー・ジョンストン）
- ザ・ケープ 漆黒のヒーロー（2011年）
- くじけないで（2013年）

#### アニメ
- シュレック フォーエバー（2010年） - ファークル
- トイ・ストーリー3（2010年）
- おおかみこどもの雨と雪（2012年）
- くもりときどきミートボール2 フード・アニマル誕生の秘密（2013年）
- サラとダックン（2013年）
- トランスフォーマー／最後の騎士王（2017年）- 太った少年

#### ドラマ
ABUアジア子どもドラマシリーズ2014（2014年）

### 舞台
- クリスマス・キャロル（2010年）
- 二十四の瞳（2012年）

### バラエティ
- できた できた できた（2011-13年、NHK教育） -花まるたんけんたい
- リンカーン 第6回 芸人大運動会（2012年、TBS） -司会
- スーパー可視化SHOW（2012年、TBS）

### ラジオ番組
- 緑の音楽師（2011年、NHK-FM）
- 聞こえの彼方（2012年、NHK-FM）